# Augronne
L'Augronne è un fiume francese che scorre nel dipartimento dei Vosgi nella regione del Grande Est e nell’Alta Saona del Borgogna-Franca Contea e che sfocia nella Semouse.

## Geografia
La sua sorgente forma lo stagno del Renard nel comune di Remiremont, da cui scende in direzione sud-ovest. Forma una valle che si fa via via più stretta in corrispondenza di Plombières-les-Bains, mentre diviene di nuovo più ampia poco prima di Aillevillers, da dove l’Augronne scorre parallela alla Semouse. I due corsi d’acqua si intersecano in una rete di bracci, finché l’Augronne non si getta nella Semouse a Saint-Loup-sur-Semouse, poco dopo aver ricevuto da sinistra il Ruisseau des Caleuches, lungo 8,1 km.